# Flaumont-Waudrechies
 Flaumont-Waudrechies  es una población y comuna francesa, en la región de Norte-Paso de Calais, departamento de Norte, en el distrito de Avesnes-sur-Helpe y cantón de Avesnes-sur-Helpe-Nord.

## Demografía
| 431 | 392 | 320 | 315 | 352 | 353 |
| Para los censos de 1962 a 1999 la población legal corresponde a la población sin duplicidades (Fuente: INSEE [Consultar]) |     |     |     |     |     |